# Triumfetta attenuata
Triumfetta attenuata là một loài thực vật có hoa trong họ Cẩm quỳ. Loài này được Lay miêu tả khoa học đầu tiên năm 1950.